# Šarūnas Čėsna

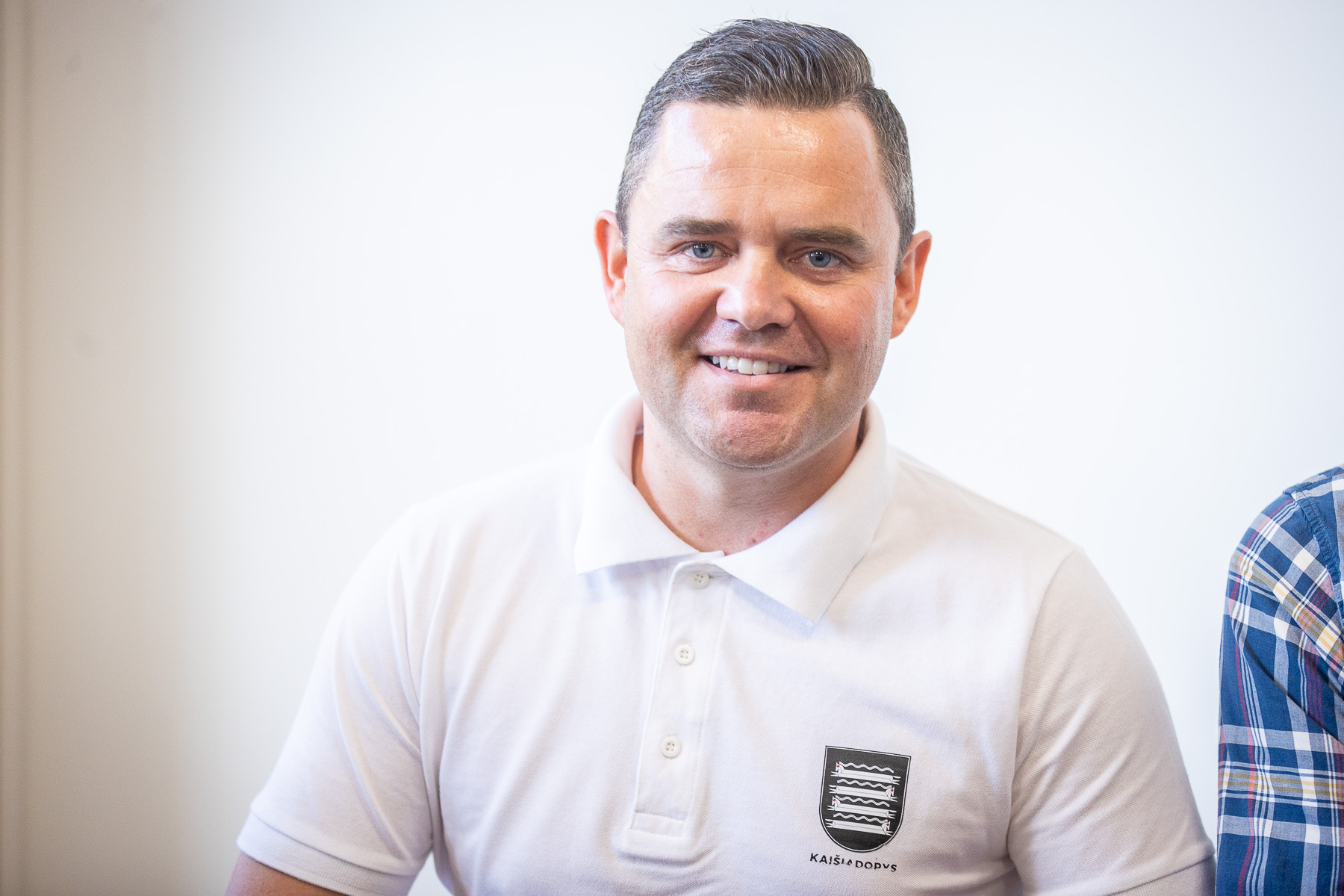
Čėsna

Šarūnas Čėsna (* 28. Juli 1982 in Kaišiadorys) ist ein litauischer liberaler Politiker, Bürgermeister seiner Heimatstadt.

## Leben
Nach dem Abitur 1999 an der Mittelschule absolvierte Šarūnas Čėsna 2002 die höhere technische Schule in der zweitgrößten litauischen Stadt Kaunas und 2005 das Studium als Ingenieur des Autotransports bei Kauno technikos kolegija. Von 2006 bis 2015 leitete er einen Salon im Individualunternehmen von E. Kielius (Partner von Telekommunikationsunternehmen „Omnitel“) und von 2015 bis 2020 als Direktor das Unternehmen UAB „Telesita“ („Telia“-Partner). Von 2015 bis 2023 war er Ratsmitglied und seit April 2023 ist er Bürgermeister der Rajongemeinde Kaišiadorys.
Er ist Mitglied der LRLS.
Er ist verheiratet.